# Битка при Акронион
Битката при Акронион е най-голямото крупно стълкновение на арабските войски с Византия след техния разгром в обсадата на Константинопол от 717 – 718 година. Битката се води между византийските войски под командването на Лъв III Исавър и неговия син Константин V – от една страна, и войските на арабите – от друга. Арабите претърпяват съкрушително поражение. След този неуспех арабската експанзия на север секва и вече не е в такива големи размери.